# 徐洪森
徐洪森（1933年—2013年11月17日），安徽蚌埠人，中国政治人物。
1962年，担任第十世班禅秘书、翻译。1972年，任拉萨市革委会统战部副组长，拉萨市民政局办公室主任，西藏自治区政协秘书长等。1993年1月，担任西藏自治区政协副主席兼秘书长。